# Banco Industrial e Comercial do Sul
Banco Industrial e Comercial do Sul foi um banco comercial do Rio Grande do Sul criado no final da Primeira Guerra Mundial, no momento de euforia reinante em todos os setores da economia do Estado, com a razão social de Jorge Pfeiffer & Cia. - Casa Bancária.
Fundado por Jorge Marcos de Azevedo Pfeiffer, Frederico Guilherme Bier, H. Theo Möller, Carlos Daudt e Jorge Bercht, membros do alto comércio importador-exportador, que florescia apoiado no florescimento da economia da colônia alemã, iniciou as suas atividades em 2 de janeiro de 1919. Cresceu rapidamente, até 1929 quando transformou-se em Sociedade Anônima.
Localizou sua sede na rua Sete de Setembro, a rua dos bancos em Porto Alegre. Em 1929, após 10 anos de atividade, amplia o seu capital nominal, altera a sua forma jurídica e passa a denominar-se Banco Pfeiffer S.A..
Ao mesmo tempo, representou também os interesses do National City Bank, ao retirar sua representação em Porto Alegre, ocupando seu espaço. Em 5 de outubro de 1934, Jorge Pfeiffer faleceu em Berlim, num acidente automobilístico.
Era principalmente procurado pela comunidade de origem germânica, tanto que ficou conhecido como o banco dos imigrantes alemães, o que lhe causou pressões para alteração de denominação, quando da Segunda Guerra Mundial, passando, em 1942, a se denominar Banco Industrial e Comercial do Sul S/A, um sinal, também, da nova realidade que se vislumbrava na economia do Estado, onde evoluía o processo de industrialização.
Conhecido como Sulbanco, ao completar 40 anos de atividade, em 1959, possuía 87 agências e 1200 funcionários e inaugurou uma moderna sede própria no centro de Porto Alegre. Em 1960 inaugurou suas novas instalações em Pelotas, num prédio próprio de 8 andares. Em 1962 contava com 94 agências: 7 em Porto Alegre, 83 no interior do Rio Grande do Sul, 3 no Rio de Janeiro e 1 em São Paulo. Continuou sua expansão, chegando a 10 agências em Porto Alegre e 3 em Santa Catarina, em 1964.
Crescendo de forma lenta, mas firme, manteve sua participação na Finasul e tornou-se um dos controladores do Banco Industrial de Investimentos do Sul, o Bansulvest. Em 1971 surpreendeu o mercado, declarando que se encontrava em processo de fusão com o Banco Comercial Brasul, dos grupos Mellão e Whitaker de São Paulo. Isso despertou uma reação pública para manter o controle no estado envolvendo grandes conglomerados da indústria e comércio o que cancelou a ação.
Em 1972 funde-se com o Banco da Província e o Banco Nacional do Comércio, dando origem ao Banco Sulbrasileiro.